# HD68434
HD68434 — хімічно пекулярна зоря спектрального класу A3, що має видиму зоряну величину в смузі V приблизно  5,7.
Вона  розташована на відстані близько 380,1 світлових років від Сонця.